# Championnat du Danemark de football 1915-1916
Navigation
Saison précédente Saison suivante
La saison 1915-1916 du Championnat du Danemark de football était la 3e édition d'une compétition de niveau national au Danemark. Le championnat reprend après une interruption d'un an, à cause de la première Guerre mondiale.
Dix clubs participent à la compétition nationale. Les 6 clubs de Copenhague disputent un championnat qui offre aux 2 premiers une place en phase finale nationale où ils retrouvent le vainqueur d'un tournoi qui oppose les champions des autres régions du Danemark. 
C'est le B 93 Copenhague qui remporte la finale nationale en battant le double tenant du titre, le KB Copenhague. C'est le premier titre de champion du Danemark de l'histoire du club.

## Les 10 clubs participants
| - Région de Copenhague : - KB Copenhague - B 93 Copenhague - BK Frem Copenhague - Boldklubben 1903 - Akademisk Boldklub - Osterbros BK | - Champions régionaux : - Odense BK - Fredriksborg IF - BK 01 Nykobing - Randers FC - Le champion de Bornholm est forfait |

## Compétition

### Tournoi de Copenhague
Les 6 clubs de Copenhague s'affrontent au sein d'une poule où chaque équipe rencontre 2 fois ses adversaires, à domicile et à l'extérieur.
| Rang | Équipe             | Pts | J  | G | N | P  | Bp | Bc | Diff |
| ---- | ------------------ | --- | -- | - | - | -- | -- | -- | ---- |
| 1    | KB Copenhague      | 15  | 10 | 7 | 1 | 2  | 38 | 13 | +25  |
| 2    | B 93 Copenhague    | 15  | 10 | 7 | 1 | 2  | 47 | 21 | +26  |
| 3    | Akademisk Boldklub | 15  | 10 | 7 | 1 | 2  | 41 | 20 | +21  |
| 4    | BK Frem Copenhague | 11  | 10 | 5 | 1 | 4  | 23 | 18 | +5   |
| 5    | Boldklubben 1903   | 4   | 10 | 2 | 0 | 8  | 21 | 52 | -31  |
| 6    | Osterbros BK       | 0   | 10 | 0 | 0 | 10 | 5  | 51 | -46  |

|  | Qualification pour la finale nationale      |
|  | Qualification pour la demi-finale nationale |

- Le KB Copenhague est qualifié pour la finale nationale tandis que le B 93 Copenhague affronte le vainqueur du tournoi provincial en demi-finale. Les clubs sont départagés par la moyenne de buts et non le goal-average.

### Tournoi provincial
La compétition a lieu sous forme de coupe, avec match simple.
|  | Demi-finales    | Demi-finales   |           |   | Finale | Finale |
|  |                 |                |           |   |        |        |
|  |                 |                |           |   |        |        |
|  |                 |                |           |   |        |        |
|  | Randers FC      | 2              |           |   |        |        |
|  | Randers FC      | 2              |           |   |        |        |
|  | Odense BK       | 9              |           |   |        |        |
|  | Odense BK       | 9              | Odense BK | 2 |        |        |
|  |                 |                | Odense BK | 2 |        |        |
|  |                 | BK 01 Nykobing | 0         |   |        |        |
|  | Fredriksborg IF | BK 01 Nykobing | 0         | 1 |        |        |
|  | Fredriksborg IF |                |           | 1 |        |        |
|  | BK 01 Nykobing  | 3              |           |   |        |        |
|  | BK 01 Nykobing  | 3              |           |   |        |        |

- Odense BK est qualifié pour la demi-finale nationale.

### Tournoi national

#### Demi-finale
|  | B 93 Copenhague | 9 - 3 | Odense BK |  |  |
|  |                 |       |           |  |  |

#### Finale
|  | B 93 Copenhague | 3 - 2 | KB Copenhague |  |  |
|  |                 |       |               |  |  |

## Bilan de la saison
| Tableau d'Honneur                   |                 |
| Compétition                         | Vainqueur       |
| Championnat du Danemark de football | B 93 Copenhague |